# Radikal 170
Radikal 170 mit der Bedeutung „Hügel, Damm“ ist eines von neun traditionellen Radikalen der chinesischen Schrift, die mit acht Strichen geschrieben werden. Mit 81 in Mathews’ Chinese-English Dictionary gibt es sehr viele Schriftzeichen, die unter diesem Radikal im Wörterbuch zu finden sind.
Radikal Hügel nimmt nur in der Langzeichen-Liste traditioneller Radikale, die aus 214 Radikalen besteht, die 170. Position ein. In modernen Kurzzeichen-Wörterbüchern kann er sich an ganz anderer Stelle finden. Im Neuen chinesisch-deutschen Wörterbuch aus der Volksrepublik China steht er zum Beispiel an 33. Stelle.
Schreibvariante: 阝 (identisch mit Radikal 163, steht aber immer links.)
Die hauptsächliche Funktion des linken Ohres ist die eines Sinngebers für verschiedene Zeichen. Diese haben freilich gar nichts mit Ohren, aber sehr viel mit Gelände und Topographie zu tun.
Zum Beispiel:
陆 (= Festland, mit zweimal 土 Erde rechts),
陵 (= Hügel),
险 (= schwer passierbare Stelle, Pass).
Auch das Zeichen 阿 (= Vorschub leisten) gehört dazu, denn es hatte ursprünglich die Bedeutung großer Hügel. 隐 (= verstecken), 隔 (= trennen), 障 (= versperren) beziehen ihren Sinn ebenfalls aus einer Erhebung oder einer Vertiefung im Gelände.
| Zeichen | Kurzzeichen | Erklärung |
| ------- | ----------- | --- |
| 陰      | 阴          | Yīn, (mit Radikal 74, Mond). Das weibliche Prinzip bezeichnet ursprünglich den Nordhang eines Berges.                                                         |
| 陽      | 阳          | Yáng, (mit Radikal 72, Sonne). Das männliche Prinzip bezeichnet ursprünglich den Südhang eines Berges. (Vgl. Ortsnamen wie Luoyang = nördlich vom Luo-Fluss). |

Es wird vermutet, dass Yin anfangs die Bezeichnung für die kältere, nach Norden weisende Seite eines Hügels und Yang die Bezeichnung für die wärmere, nach Süden weisende Seite war. Nach und nach wurde Yang mit Sonnenlicht gleichgesetzt, während Yin mit Schatten verbunden wurde. Bald wurde daraus abgeleitet, dass die Sonne selbst Yang ist, Erde und Mond hingegen waren Yin.

## Schriftzeichenverbindungen, die vom Radikal 170 regiert werden
| Striche | Zeichen                                                        |
| ------- | -------------------------------------------------------------- |
| +0      | 阜 阝                                                          |
| +02     | 阞 队                                                          |
| +03     | 阠 阡 阢 阣 阤                                                 |
| +04     | 阥 阦 阧 阨 阩 阪 阫 阬 阭 阮 阯 阰 阱 防 阳 阴 阵 阶          |
| +05     | 阷 阸 阹 阺 阻 阼 阽 阾 阿 陀 陁 陂 陃 附 际 陆 陇 陈 陉       |
| +06     | 陊 陋 陌 降 陎 陏 限 陑 陒 陓 陔 陕                            |
| +07     | 陖 陗 陘 陙 陛 陜 陝 陞 陟 陠 陡 院 陣 除 陥 陦 陧 陨 险       |
| +08     | 陚 陪 陫 陬 陭 陮 陯 陰 陱 陲 陳 陴 陵 陶 陷 陸 陹 険 隆       |
| +09     | 陻 陼 陽 陾 陿 隀 隁 隂 隃 隄 隅 隇 隈 隉 隊 隋 隌 隍 階 随 隐 |
| +10     | 隑 隒 隓 隔 隕 隖 隗 隘 隙                                     |
| +11     | 隚 際 障 隝 隞 隟 隠 隡                                        |
| +12     | 隢 隣 隤 隥                                                    |
| +13     | 隦 隧 隨 隩 險 隫                                              |
| +14     | 隬 隭 隮 隯 隰 隱                                              |
| +15     | 隳                                                             |
| +16     | 隴                                                             |
| +17     | 隵                                                             |

 Im Unicodeblock Kangxi-Radikale ist das Radikal 170 unter der Codepointnummer 12.201 (U+2FA9) codiert.